# 8988 Hansenkoharcheck
8988 Hansenkoharcheck è un asteroide della fascia principale esterna. Scoperto nel 1979, presenta un'orbita caratterizzata da un semiasse maggiore pari a 3,395133 UA e da un'eccentricità di 0,213328, inclinata di 4,161451° rispetto all'eclittica. Ha un diametro di 15,643 km.